# Coras lamellosus
Coras lamellosus là một loài nhện trong họ Amaurobiidae.
Loài này thuộc chi Coras. Coras lamellosus được Eugen von Keyserling miêu tả năm 1887.